# Victorio Macho

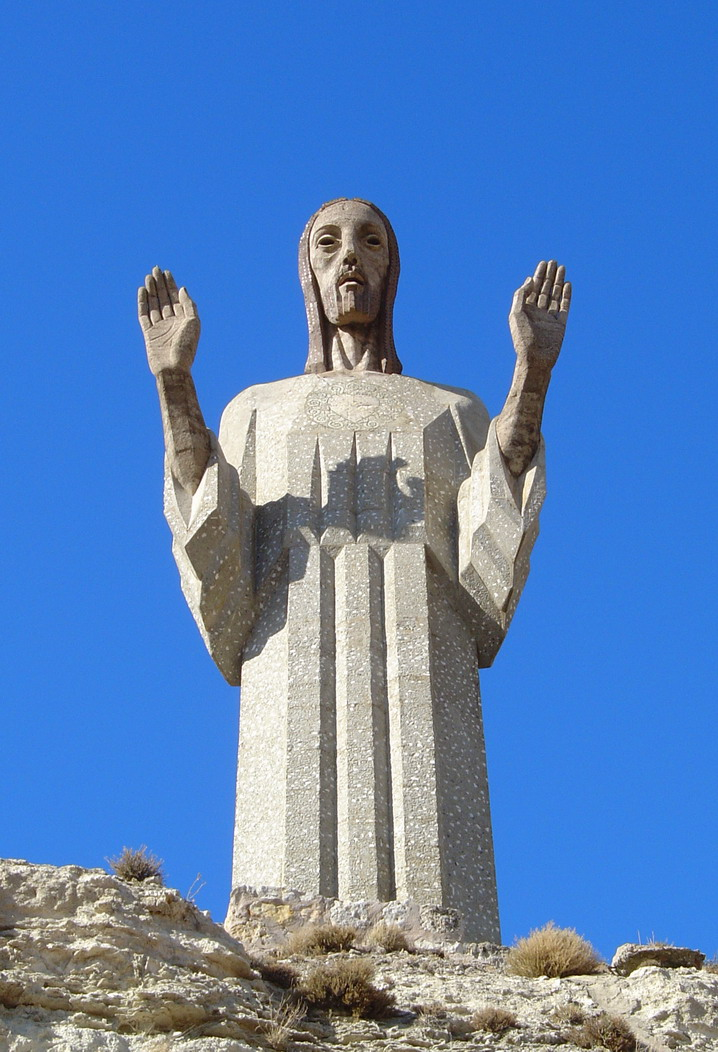
Cristo del Otero

Victorio Macho (n. 23 decembrie 1887, Palencia, Castilia și León, Spania – d. 13 iulie 1966, Toledo, Castilia-La Mancha, Spania) a fost un sculptor spaniol, unul din primii maeștri de sculptură contemporană din Spania.

### Biografie
Se naște in Palencia într-o familie umilă. Părinții lui decid sa-l înscrie la școala de Arte Frumoase și Meserii din orașul Santander, unde învață să sculpteze. În 1903, la vârsta de 16 ani se mută în Madrid unde continuă studiile la Academia de Arte Frumoase San Frenando. Obține recunoasterea valorii sale ca artist cu opera Galdós.
Pleacă din Spania în timpul dictaturii lui Primo de Rivera și se instalează în Hendaye; sculptează a Unamuno, Ramon și Cajal. Din 1936 a fost numit academic la Arte Frumoase din San Fernando.
Pleacă din Madrid la izbucnirea razboiului civil spaniol, împreună cu guvernul Republicii de Valencia. Sfârșitul războiului l-a făcut să se exilieze în Franța, Rusia și America de sud. După o îndelungă ședere în Lima (Peru), unde s-a căsătorit cu Zoila Barros, se întoarce în Spania în 1952. Si-a instalat atelierul în Toledo, același edificiu care din 1967 este transformat în Muzeul Victor Macho, creat datorită generosei moșteniri artistice și donat statului spaniol.
A decedat în Toledo pe 13 iulie 1966 și rămășițele pământești au fost îngropate în Palencia , oraș unde a văzut lumina zilei. Mormântul este sub capela făcută la baza statuii Cristo del Otero.